# Myxidium giganteum
Myxidium giganteum is een microscopische parasiet uit de familie Myxidiidae. Myxidium giganteum werd in 1898 beschreven door Doflein. 